# Palaeosetidae
Palaeosetidae (лат.) — семейство бабочек, которое относится к надсемейству Hepialoidea в составе инфраотряда Exoporia.

## Систематика
Palaeosetidae является примитивным семейством в составе Hepialoidea. Включает в себя 7 видов в составе 4 родов.
- Palaeoses Turner, 1922
  - Palaeoses scholastica Turner, 1922
- Genustes Issiki and Stringer, 1932
  - Genustes lutata Issiki and Stringer, 1932
- Ogygioses Issiki and Stringer, 1932
  - Ogygioses caliginosa Issiki and Stringer, 1932
  - Ogygioses eurata Issiki and Stringer, 1932
  - Ogygioses issikii Davis, 1995
  - Ogygioses luangensis Kristensen, 1995
- Osrhoes Druce, 1900
  - Osrhoes coronta Druce, 1900

## Ареал
Род Osrhoes обитает Колумбии, Южная Америка,  другие три рода населяют территорию от Ассама (Индия) до Австралии.